# Lo Nuestro 2005
Cet article présente les prix remis lors de l'édition 2005 de Lo Nuestro.

## Pop
- Album de l'année :  De viaje de Sin Bandera
- Artiste Masculin : Chayanne
- Artiste Féminine : Paulina Rubio
- Groupe ou Duo de l'année : Sin Bandera
- Chanson de l'année : Que lloro de Sin Bandera
- Révélation de l'année : Kalimba

## Rock
- Album de l'année : Esenciales: Luna de Maná
- Artiste de l'année : Juanes

## Tropical
- Album de l'année : Valió la pena de Marc Anthony
- Artiste masculin : Marc Anthony
- Artiste féminine : Celia Cruz
- Groupe ou duo de l'année : Aventura
- Chanson de l'année : Ahora quién de Marc Anthony
- Artiste de l'année Merengue : Elvis Crespo
- Artiste de l'année Salsa : Marc Anthony
- Artiste de l'année tropical traditionnel : Carlos Vives
- Révélation de l'année : Luna Llena

## Mexique
- Album de l'année :  Íntimamente d'Intocable
- Artiste masculin : Adan Chalino
- Artiste féminine : Alicia Villarreal
- Groupe ou duo de l'année : Montez de Durango
- Chanson de l'année : Más que tu amigo de Marco Antonio Solís
- Groupe de l'année : Banda El Recodo
- Groupe de l'année : Alicia Villarreal
- Artiste norteño de l'année : Intocable
- Artiste ranchero de l'année : Pepe Aguilar
- Révélation de l'année : Mariana Seoane

## Urban
- Album de l'année : Barrio fino de Daddy Yankee
- Artiste de l'année : Don Omar

## Clip
- Te quise tanto de Paulina Rubio